# Mandaqui (bairro de São Paulo)
Mandaqui é um bairro pertencente ao distrito do Mandaqui situado na zona norte do município de São Paulo. O bairro pertence a subprefeitura de Santana/Tucuruvi e a região administrativa responsável é a Nordeste.

## História
Os primeiros registros do bairro foram feitos por tropeiros, que utilizavam da região do Ribeirão Mandaqui, afluente do Rio Tietê, como passagem para o interior do Estado de São Paulo. No ano de 1916, Amador Ribeiro da Ribeira consegue autorização para construir um moinho, sendo esta a primeira construção do bairro.
O bairro foi majoritariamente rural até meados do século XX, devido a sua distância do centro da cidade e da várzea do Rio Tietê, que dificultava o acesso à região. A urbanização foi impulsionada pela implementação da ferrovia Tramway da Cantareira, que se transformou no principal meio de transporte para pessoas e a produção que era vendida no centro da cidade.
O loteamento do bairro começou com a divisão das terras da família Zumkeller, brasileira, de origem suíço-alemã, cujo nome aparece em algumas ruas da região e a sede da propriedade se encontrava próximo ao que é hoje o Residencial Santo Antonio (conhecido como Conjunto dos Bancários), condomínio residencial.

## Localização

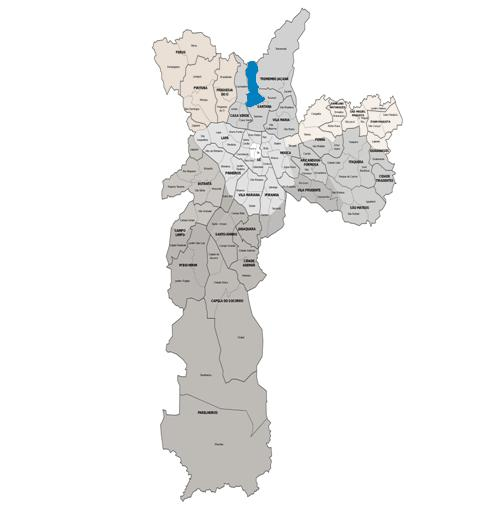
Distrito do Mandaqui, onde se encontra o bairro do Mandaqui, Zona Norte de São Paulo.

O bairro do Mandaqui faz divisa com os bairros de Santana, Jardim São Paulo, Água Fria, Lauzane Paulista e Tremembé.
Tem como principais vias de acesso a Avenida Engenheiro Caetano Álvares, a Rua Voluntários da Pátria e a Avenida Santa Inês.
Suas principais avenidas são a Avenida Santa Inês e a Parada Pinto. No bairro está localizado parte do Horto Florestal, e o bairro é um dos caminhos ao Parque da Cantareira.
No bairro vizinho de Santana encontra-se a Etec Mandaqui.
O bairro tem fácil acesso a dois shoppings da zona norte, ao Santana Parque Shopping localizado no bairro do Lauzane Paulista, e ao Shopping Metrô Tucuruvi localizado no bairro do Tucuruvi.
Os fundamentais hospitais da região zona norte estão estabelecidos no Mandaqui, como San Paolo, o Conjunto hospitalar do Mandaqui e o Hospital São Camilo. 

## Etimologia
A origem do nome Mandaqui vem do tupi “rio de mandis” e significa “rio de bagres”. E a região nas imediações desse rio era chamada pelos indígenas que nela habitavam de “Mandihi”. Por volta de 1600, segundo registros oficiais, tem-se também os nomes Manaqui e Mandahay. Os índios que viviam nesta região semeavam grandes trigais, que eram conhecidos pela boa qualidade.
Há também uma lenda que no início do século XX um morador português, que costumava se embebedar de vinho,  costumava gritar pelas ruas do nascente bairro: “Quem manda aqui é o filho do meu pai, quem manda aqui sou seu”, e os seus vizinhos passaram a brincar que o local era do mandaqui. Com o uso constante do termo o nome se fixou.

## Data oficial
A data oficial do bairro Mandaqui é 6 de outubro, por ser a data oficializada ao distrito de mesmo nome, pela Prefeitura Municipal de São Paulo.

## História
A primeira referência  oficial ao Mandaqui data de  1616, quando a Câmara da então Vila de São Paulo de Piratininga deu permissão ao bandeirante Amador Bueno da Ribeira para a construção de um moinho de trigo ao lado do Ribeirão Mandaqui  ("rio de mandis"), que era afluente da margem direita  do Rio Grande (atual Rio Tietê).
Após a construção do moinho, no ano de 1641, um pilão de água foi instalado no local pelo Sr. Josaphat Batista Soares, em sua propriedade que, provavelmente passou a ser chamada de Fazenda Pilão de Água. Consta assim, que Josaphat Batista Soares foi um dos primeiros moradores do bairro Mandaqui.
Com a construção do moinho e do pilão, a região tornou-se propícia para a imigração de diversas etnias da Europa, principalmente os alemães, franceses, e posteriormente portugueses, que foram se instalando próximos ao sopé da Serra da Cantareira, que atualmente também abriga o Parque Estadual Alberto Löfgren (antigo Horto Florestal de São Paulo).
Este surgiu baseado nas grandes fazendas que se localizavam nesta região no século XVII que pertenciam a portugueses da época. Nesta época existia a Estrada de Ferro Cantareira, que era muito utilizada para transportar mercadorias e fazer ligação de uma região a outra.
Uma das primeiras famílias imigrantes foi a família a Zumkeller, (mais precisamente em 1863 conforme Escritura arquivada no Arquivo Histórico do Estado de São Paulo - propriedade comprada pelos irmãos Lucas e Adolpho Zumkeller) de origem suíço-alemã, que se instalou onde hoje temos o Conjunto dos Bancários. Estes se dedicaram a plantar videiras, produzir vinho e criar gado leiteiro. O sobrenome Zumkeller, atualmente, nomeia uma grande avenida e incorpora o nome de ruas do bairro, rua Judith Zumkeller, rua Alfredo Zumkeller e rua Eduardo Zumkeller.
No início do século XX, outra tradicional família de origem européia chegou ao Mandaqui e bairros vizinhos, os De Laet. Atualmente, encontramos seus nomes em inúmeras ruas e até escolas, como a Rua João De Laet, Rua Isidoro De Laet e a Escola Municipal Professor Adolpho Otto De Laet.
Nos séculos XVIII e XIX, as imensas fazendas que existiam na região começaram a ser progressivamente retalhadas tornando-se chácaras já habitadas por portugueses. Foi assim que, em 1928, o sr. Alfredo Zumkeller, o patriarca da família, dividiu suas propriedades com os filhos, que começaram a loteá-las.
O século XIX foi marcante para o bairro do Mandaqui, afinal foi em 1893 que o bairro recebeu o Tramway da Cantareira ou Trem da Cantareira, e em 1896, a inauguração do Horto Florestal. Ambos foram incisivos na transformação do local da ruralidade à urbanização.
A estrada de ferro que passava pelo bairro, com o seu trem a vapor, Trem da Cantareira, foram o principal recurso para as obras do Reservatório da Cantareira, tão importante, até hoje, para o abastecimento do município de São Paulo. Em poucos anos o trem passou a servir para o transporte de passageiros e tornou-se a principal ligação da zona norte como centro da cidade. Assim passou a trazer os trabalhadores na construção do parque Horto Florestal.
A posteriori, pela via férrea, vinham muitos visitantes interessados nos 187 hectares do Horto Florestal devido a sua flora com eucalipto, pinheiro-do-brejo, o interessante pau-brasil, carvalho-nacional, pau-ferro, jatobá, e outras espécies e também devido a sua fauna com bugios, capivaras, esquilos, jacus, macacos-prego, garças e maritacas, mergulhões e tucanos.
No ano de 1939, a região ainda era de mata e a temperatura típica de pé de serra. Isto propiciou o então médico Ademar de Barros a interceder junto ao presidente da república Getúlio Vargas a construir um santório para tuberculosos onde hoje é a divisa entre o baixo Mandaqui início do bairro de Santana. O hospital depois passou a atender os acometidos por pênfigo (fogo selvagem), mas manteve-se como um centro especializado em doenças respiratórias até 1982, quando o governo do Estado iniciou sua transformação para hospital geral. O Hospital passou a ser chamado por Conjunto Hospitalar do Mandaqui.
A partir da década de 60, o bairro do Mandaqui começou a se verticalizar e atualmente abriga vários prédios domiciliares e somente alguns poucos comerciais. Então, apesar de manter-se um bairro residencial, seu vertiginoso crescimento populacional em suas ruas estreitas, causam bastante transtorno no transporte. A exemplo do seu crescimento populacional temos os populares Conjunto dos Bancários e os Condomínios Vitória Régia I e o II. Somente o Condomínio Parque Residencial Vitória Régia II possui 5000 moradores, confirmando o alto índice habitacional do bairro.
O bairro é classificado pelo CRECI como "Zona de Valor C", assim como outros bairros da capital como Santana, Tatuapé e Barra Funda.